# ایلانجا
ایلانجا (به صربی: Ilandža) یک منطقهٔ مسکونی در صربستان است که در Alibunar Municipality واقع شده‌است. ایلانجا ۱٬۷۲۷ نفر جمعیت دارد و ۵۹ متر بالاتر از سطح دریا واقع شده‌است.